# Шестте свещени камъка
Шестте свещени камъка е роман на австралийския писател Матю Райли. Той е вторият от поредицата за Джак Уест-младши и е продължението на Седемте смъртоносни чудеса. Книгата е издадена 23 октомври 2007 г. в Австралия и през януари 2008 г. в Северна Америка.